# 파나마모자

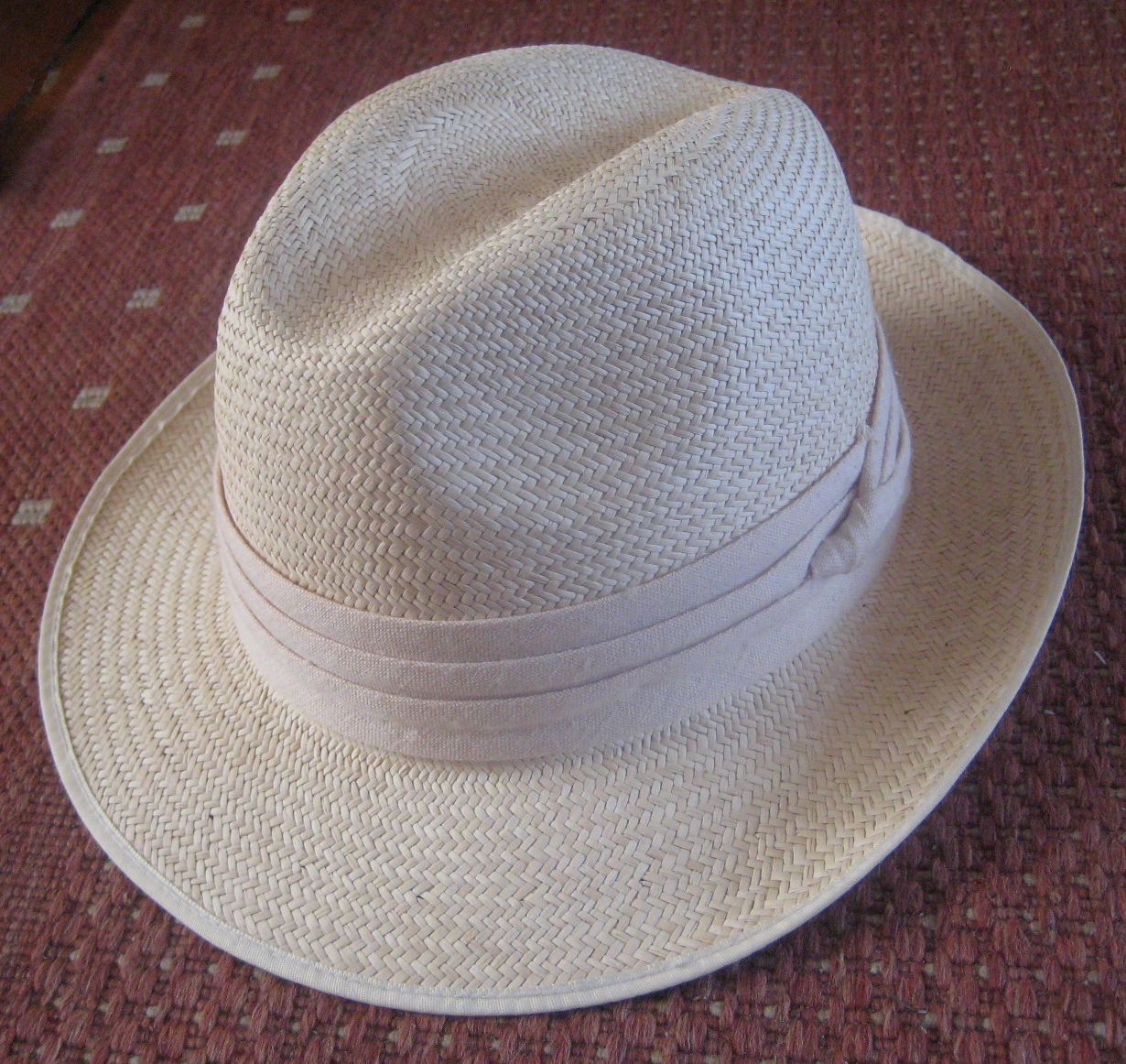

파나마모자(스페인어: sombrero panamá)는 파나마풀의 잎을 가늘게 찢어 끈을 엮어 만든 모자이다. 챙이 달려 있으며, 에콰도르에서 기원했다.

## 개요
주로 에콰도르, 칠레, 콜롬비아등 남미지역에서 생산된다.
파나마풀의 잎을 가늘게 찢은 끈으로 짜 만들어진다. 튼튼하고 가벼운 소재로 만들어져 있어, 고급용으로는 수십년 계속 사용할 수 있다. 가볍고 통풍이 잘되며 챙이 달려 있어서 강한 태양으로부터 피부를 보호해 주기 때문에 주로 여름에 많이 쓰인다.